# John Reid (baron Reid de Cardowan)
Pour les articles homonymes, voir John Reid et Reid.
John Reid (né le 8 mai 1947) baron Reid de Cardowan, est un homme politique britannique. Il a notamment occupé le poste de secrétaire d'État à l'Intérieur.

## Carrière politique
Reid est un membre important du Parti travailliste, et au mois de mai 2006, il a déjà occupé sept postes ministériels en autant d'années : secrétaire d'État pour l'Écosse, secrétaire d'État pour l'Irlande du Nord (le premier catholique à ce poste), ministre sans portefeuille (Président de parti travailliste), Chef de la Chambre des communes et Président du Privy Council. Le 12 juin 2003, il a été nommé secrétaire d'État à la Santé à la suite de la démission d'Alan Milburn. Sa réaction, selon le magazine britannique Private Eye fut « Oh fuck, not health ».
Il fut également Ministre d'État à la Défense de 1997 à 1998 et Ministre d'État aux Transports de 1998 à 1999. Après la victoire du Parti travailliste aux élections générales de 2005, il a été nommé secrétaire d'État à la Défense.
Député depuis 1987, sa circonscription a été supprimée avant les élections de 2005. Reid est catholique, et il semblait qu'il se présenterait dans la circonscription de Glasgow Est, un bastion travailliste et catholique. Mais il a finalement été candidat dans la circonscription d'Airdrie and Shotts, un secteur principalement protestant, qu'il a malgré tout remporté avec 59 % des voix.
Reid est un ancien membre du Parti communiste de Grande-Bretagne (dont il dit : « J'étais communiste. Je croyais au père Noël »); il considère le New Labour comme l'héritier du Bevanisme. De manière plus controversée, durant la guerre de Bosnie des années 90, Reid était un ami du chef serbe aujourd'hui poursuivi pour crimes de guerre Radovan Karadžić ; Reid a admis qu'il a passé trois jours dans un hôtel de luxe au bord du lac de Genève en tant qu'invité de Karadzic en 1993.
Reid a une réputation de combattant dur et de négociateur judicieux ; il est également considéré comme un des députés les plus intelligents de la Chambre des Communes. Il a souvent été considéré comme un candidat possible pour contrer la candidature de Gordon Brown à la succession de Tony Blair.
Il a créé une polémique en appelant le présentateur Jeremy Paxman de BBC Newsnight « un branleur de Londres-Ouest », après que ce dernier a dit de lui qu'il était « un chien d'attaque ».
Après un discours le 4 février 2006, au sujet de la modernisation de l'OTAN peu avant une conférence en Allemagne, à laquelle le secrétaire à la Défense américain Donald Rumsfeld et la chancelière allemande Angela Merkel assistaient, Reid a affirmé dans une entrevue à la presse qu'« aucune institution n'a le droit divin d'exister ».
Le 19 mars 2006, en réponse à l'affirmation de l'ancien Premier ministre Irakien par intérim, Iyad Allaoui, que son pays était en proie à la guerre civile, Reid dit « chaque politicien que j'ai rencontré ici (NDA : en Irak) du Premier ministre au président, en passant par le ministre de la Défense et en effet Iyad Allaoui lui-même m'ont dit qu'il y a une augmentation des assassinats communautaires, mais il n'y a pas de guerre civile et nous ne laisserons pas une guerre civile se développer. »
Le 29 avril 2006, la police a retrouvé une petite quantité (moins de 1 gramme) de résine de cannabis dans une chambre d'invité de sa maison. Reid a nié avoir connaissance de la drogue, et la police de Strathclyde a déclaré qu'il n'est pas soupçonné d'avoir commis de délit.
Le 5 mai 2006, Reid a été nommé le secrétaire d'État à l'Intérieur, remplaçant Charles Clarke qui a été limogé à la suite d'un scandale concernant la libération par erreur de prisonniers étrangers et des élections locales perdues par le Parti travailliste.
Il a été créé Baron Reid de Cardowan, de Stepps dans le comté de Lanarkshire en 16 juillet 2010 dans la pairie du Royaume-Uni.

## Football
Le 28 septembre 2007, il est nommé président du Celtic FC. Il prend ses fonctions le 19 novembre 2007 en remplacement de Brian Quinn. Il est supporter du club depuis son enfance.

## Fonctions
- Secrétaire d'État de l'Écosse de 1999 à 2001.
- Secrétaire d'État de l'Irlande du Nord de 2001 à 2002.
- Chef de la Chambre des Communes en 2003.
- Secrétaire d'État à la Santé de 2003 à 2005.
- Secrétaire d'État à la Défense de 2005 à 2006.
- Secrétaire d'État à l'Intérieur de 2006 à 2007.